# Galbi

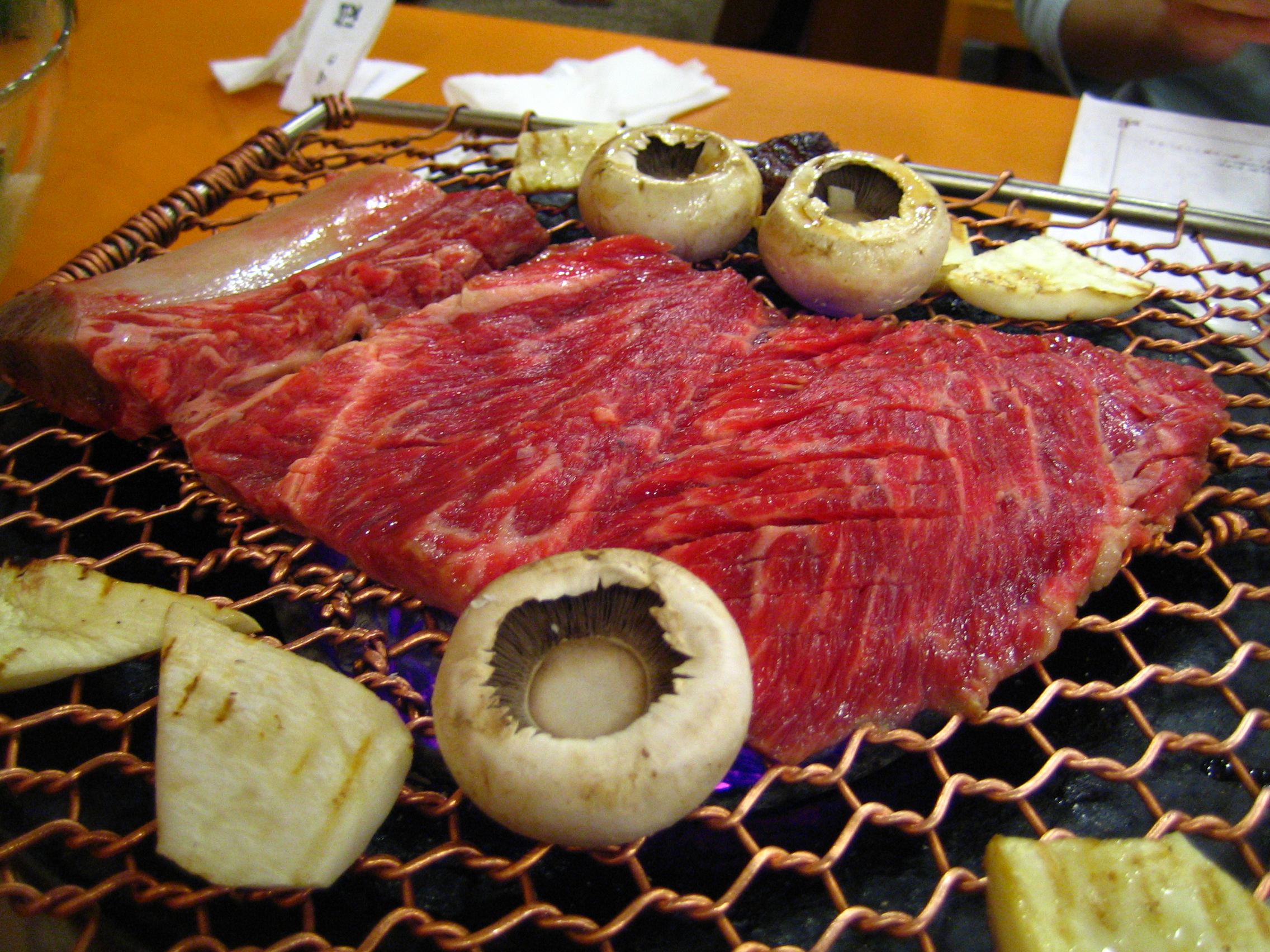

Galbi ou kalbi désigne généralement une variété de plats cuits ou grillés dans la cuisine coréenne. Le plat est fait de bœuf mariné (ou de porc) avec une sauce de soja coréenne. Le galbi peut aussi être des côtes non cuites. Le nom complet de ce plat est galbi gui, bien que gui, « grillade », ne soit pas souvent précisé.
Le galbi fait avec des côtes de bœuf peut être appelé sogalbi (소갈비) ou soegalbi (쇠갈비), et il est appelé bulgalbi lorsqu'il est grillé au feu.
Le galbi est une spécialité culinaire de la ville de Suwon.